# Mausoleopsis amabilis
Mausoleopsis amabilis är en skalbaggsart som beskrevs av Hermann Rudolph Schaum 1844. Mausoleopsis amabilis ingår i släktet Mausoleopsis och familjen Cetoniidae. Utöver nominatformen finns också underarten M. a. ruteri.

## Bildgalleri

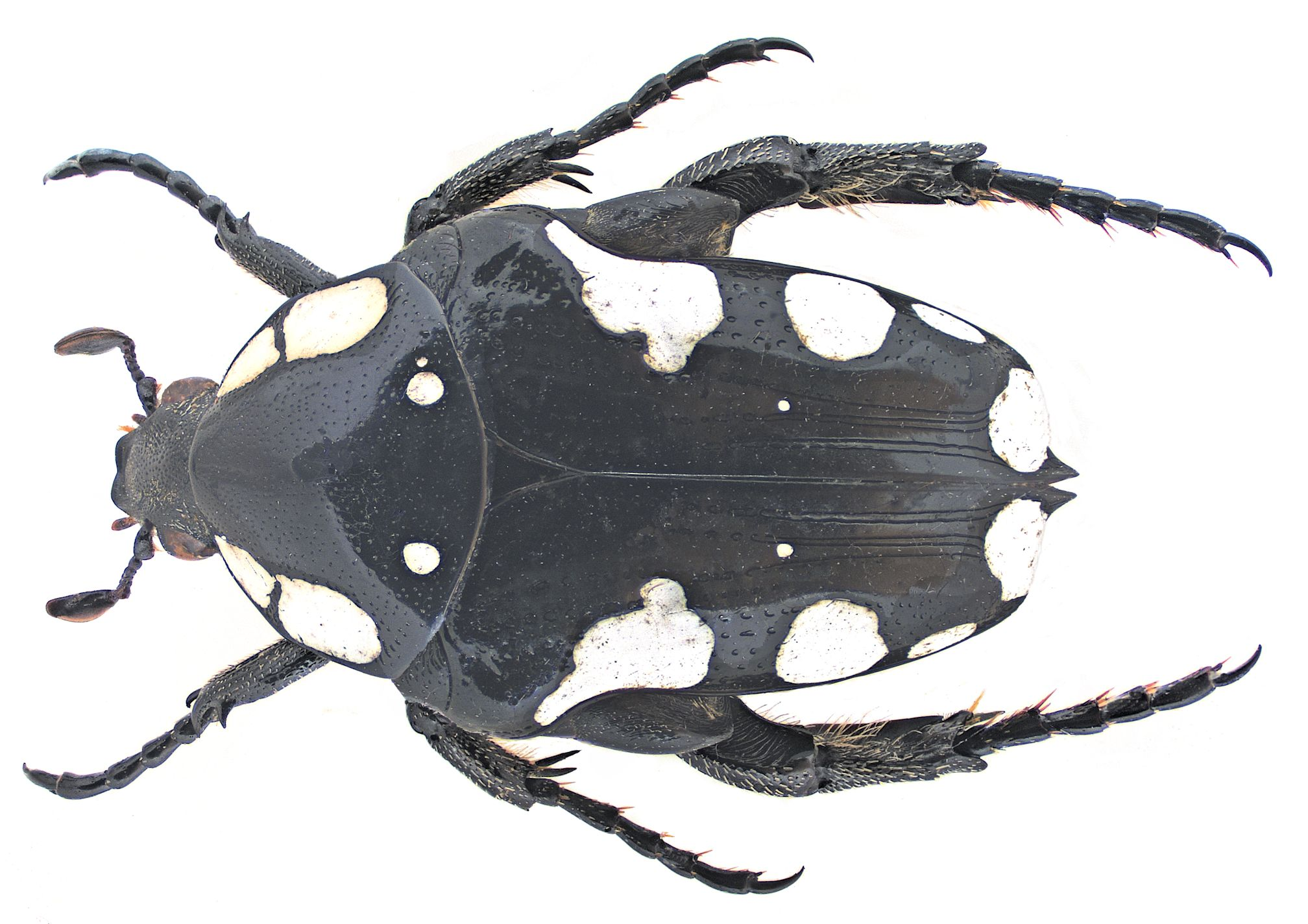